# イ・スミ
イ・スミ（1989年3月3日 - ）は韓国の女性歌手。 2009年に女性アイドルグループSeeYaに加入、2010年に脱退。その後、アイドルグループ男女共学に加入しメンバー（リーダー）としていたが、2012年2月にソロ活動を目指して脱退した。

## 経歴
スミは、2001年、歌手でプロデューサーのパク・ジニョンが参加した、SBSテレビが開催する「英才育成プロジェクト」の予選を通過した。しかし、両親の反対のため、その後参加することが出来ず、韓国航空学校に進学しフライトアテンダントになる準備をしていた。
2009年、知人の紹介でコアコンテンツメディアの関係者と出会い、歌手としてSeeYaに加入した。同年8月17日に初めて顔写真が公開された。2010年7月、SeeYaから男女共学への移籍が発表され、9月30日にメンバー（リーダー）として活動を開始した。男女共学での活動名はミソスミとなる。